# 6월 10일
6월 10일은 그레고리력으로 161번째(윤년일 경우 162번째) 날에 해당한다.

## 사건
- 1542년 - 조선 중종 37년, 왜은 3냥을 베 2필 값으로 교역하게 하다.
- 1638년 - 조선 인조 16년, 함경도 경성(鏡城)에서 전염병으로 900여 명이 사망하다.
- 1712년 - 조선 숙종 38년, 접반사 박권(朴權)이 백두산 정계의 일을 보고하다.
- 1728년 - 조선 영조 4년, 경상도 곤양군(昆陽郡)의 흉서 사건 관련자 이명근(李命根)·김처삼(金處三) 등이 장형으로 사망하다.
- 1805년 - 제1차 바르바리 전쟁이 끝나다.
- 1886년 - 뉴질랜드의 타라웨라산이 대분화를 일으켜 분석으로 인해 153명이 사망하다.
- 1901년 - 손문이 일본 제국으로 망명하다.
- 1914년 - 한국의 독립운동: 박용만 등이 하와이에 대조선국민군단(大朝鮮國民軍團)을 조직하다.
- 1926년 - 한국의 마지막 군주인 순종의 장례일인 6월 10일에 6·10 만세운동이 일어남.
- 1940년 - 베저 작전: 노르웨이가 나치 독일에 항복하다.
- 1949년 - 대한민국의 아편 중독자가 급증하여 등록 환자 수가 5천여 명으로 판명되다.
- 1962년 - 대한민국 국가재건최고회의, 당일 0시 기해 화폐 개혁을 단행하여, 명목 가격 1/10로 절하·화폐 단위를 환에서 원으로 바꾼다.
- 1987년 - 대한민국, 6월 민주 항쟁이 시작되었다.
- 1990년 - 알베르토 후지모리가 페루의 대통령에 당선됐다.
- 1993년 - 대한민국 경기도 연천군의 예비군 훈련장에서 포탄 폭발로 예비군 피훈련자 19명, 부대 현역 장병 1명이 사망하였다.
- 2002년 - 러시아에서 자국 대표팀이 일본에 0-1로 패하자 일부 팬들이 난동을 일으켜 1명이 사망하였다.
- 2008년 - 대한민국 전역에서 6·10 민주 항쟁 21주년을 맞아 한미 쇠고기 협상 내용에 대한 반대 시위가 촛불행진 형태로 일어났다.
- 2010년 - 대한민국, 나로호가 발사되었으나 고도 70km 지점에서 폭발, 추락하다.
- 2024년 - 목포시의 시내버스를 독점 운영중인 태원여객·유진운수가 파산하였다.

## 문화
- 923년 - 고려 태조 6년, 윤질(尹質)이 후량에 사신으로 갔다가 돌아오면서 오백나한(五百羅漢)의 화상(畵像)을 바치자 왕이 명하여 해주(海州) 숭산사(崇山寺)에 두게 하였다.
- 1865년 - 리하르트 바그너의 가극 《트리스탄과 이졸데》가 뮌헨에서 초연되다.
- 1984년 - 대한민국, 영화 《비구니》(감독 임권택, 제작사 태흥영화)의 선정성 등을 이유로 비구니 1천 2백여 명이 제작 중지를 요구하다.
- 1998년 - 1998년 프랑스 월드컵 개막.
- 2000년 - 유로 2000 대회가 개막되다. (~7월 2일)
- 2002년 - 대한민국이 2002년 FIFA 월드컵 D조 2차전 미국과의 경기에서 안정환의 동점골로 1:1로 비겼다.
- 2003년 - 미국 NASA의 화성 탐사선 스피릿 로버가 발사되었다.
- 2012년 - 대한민국 SM엔터테인먼트 소속 그룹 f(x), 두번째 미니앨범 "Electric Shock" 발매.
- 2014년 - 마이크로소프트에서 업데이트가 설치되지 않은 윈도우 8.1에 대한 지원을 중단했다.
- 2016년 - UEFA 유로 2016이 프랑스에서 개최되었다.
- 2023년 - 대한민국 경상남도 창원시에서 시내버스 전면 개편이 시행되었다.

## 탄생
- 1545년 - 조선의 화가 이경윤. (~?)
- 1804년 - 독일의 조류학자, 파충류학자 헤르만 슐레겔. (~1884년)
- 1819년 - 프랑스의 화가 귀스타브 쿠르베. (~1877년)
- 1880년 - 프랑스의 예술가, 화가 앙드레 드랭. (~1954년)
- 1887년 - 덴마크의 왕자 로젠보리 백작 오게 왕자. (~1940년)
- 1889년 - 대한민국의 독립운동가 김순애. (~1976년)
- 1895년 - 터키의 군인, 정치인, 대통령 제말 귀르셀. (~1966년)
- 1896년 - 대한민국의 독립운동가 이상정. (~1947년)
- 1920년 - 미국의 목회자 루스 그레이엄. (~2007년)
- 1921년 - 영국의 왕족 에든버러 공작 필립. (~2021년)
- 1922년 - 미국의 배우 주디 갈런드. (~1969년)
- 1926년 - 대한민국의 독립운동가 승병일. (~2022년)
- 1931년 - 브라질의 보사노바 연주가 주앙 지우베르투. (~2019년)
- 1934년 - 대한민국의 정치인 오한구. (~2025년)
- 1935년
  - 대한민국의 정치인 손세일. (~2024년)
  - 일본의 배우 타카하시 코지.
- 1942년 - 일본의 정치인 나카이 히로시. (~2017년)
- 1944년 - 대한민국의 배우 백일섭.
- 1946년 - 대한민국의 배우 이정섭.
- 1950년 - 대한민국의 배우 김동현.
- 1951년 - 대한민국의 전 축구 선수 권두조.
- 1958년 - 일본의 게임 크리에이터 스즈키 유.
- 1959년
  - 이탈리아의 전 축구 선수, 현 축구 감독 카를로 안첼로티.
  - 일본의 만화가 데라사와 다이스케.
- 1960년 - 대한민국의 언론인 김정훈.
- 1961년
  - 대한민국의 전 야구 선수, 현 야구 코치 양일환.
  - 대한민국의 언어학자, 교수 고현철. (~2015년)
  - 코스타라카의 경제학자, 정치인 로드리고 차베스 로블레스.
- 1962년
  - 대한민국의 정치인 강달수.
  - 미국의 배우 지나 거숀.
- 1963년 - 미국의 배우 진 트리플혼.
- 1965년 - 영국의 배우, 모델 엘리자베스 헐리.
- 1967년 - 대한민국의 성우 최준영.
- 1968년
  - 일본의 성우 칸나 노부토시.
  - 미국의 배우, 희극인 빌 버.
- 1969년
  - 미국의 영화 감독 지나 프린스바이스우드.
  - 노르웨이의 전 축구 선수 로니 욘센.
- 1970년 - 대한민국의 배우 신성균.
- 1971년 - 일본의 아나운서 토사카 준이치.
- 1972년 - 대한민국의 아나운서 하지은.
- 1973년
  - 대한민국의 전 야구 선수 최기문.
  - 캐나다의 축구 지도자 마이클 김.
- 1976년 - 대한민국의 작곡가 김동혁.
- 1977년 - 일본의 배우 마츠 타카코.
- 1978년 - 대한민국의 배우 주민준.
- 1979년
  - 대한민국의 가수 UMC/UW.
  - 대한민국의 육상 선수 김미정.
- 1980년 - 대한민국의 축구 선수 이광재.
- 1981년
  - 미국의 작곡가, 가수 호쿠.
  - 대한민국의 배우 이재우.
- 1982년 - 미국의 피겨 스케이팅 선수 타라 리핀스키.
- 1983년
  - 대한민국의 기자 서복현.
  - 대한민국의 만화가 가스파드.
- 1984년 - 대한민국의 배우 송이우.
- 1985년
  - 그리스의 축구 선수 바실리스 토로시디스.
  - 영국의 배우, 모델 설리나 제이드.
- 1986년
  - 대한민국의 싱어송라이터, 작가 휴키이스.
  - 이탈리아의 전 축구 선수 마르코 안드레올리.
- 1987년
  - 한국계 독일의 바이올리니스트 클라라주미 강.
  - 대한민국의 가수, 유튜버 J.Fla.
- 1988년
  - 대한민국의 배우 강한별.
  - 대한민국의 축구 선수 이승희.
- 1989년
  - 대한민국의 배우 김혜원.
  - 대한민국의 농구 선수 배혜윤.
- 1990년 - 대한민국의 유튜버 이라온.
- 1992년
  - 미국의 모델, 배우 케이트 업턴.
  - 웨일스의 축구 선수 리 루카스.
- 1993년 - 대한민국의 축구 선수 김수안.
- 1994년 - 대한민국의 배우 강유석.
- 1995년 - 대한민국의 모델 이의수. (~2017년)
- 1996년 - 대한민국의 가수 준 (세븐틴).
- 1997년
  - 대한민국의 야구 선수 김태연.
  - 일본의 바둑 기사 이치리키 료.
  - 홍콩의 펜싱 선수 정가롱.
- 1998년 - 대한민국의 축구 선수 이광재.
- 1999년 - 미국의 농구 선수 키아나 스미스.
- 2001년 - 세인트루시아의 육상 선수 줄리언 앨프리드.
- 2008년 - 독일의 배우 헬레나 쳉겔.

## 사망
- 기원전 323년 - 마케도니아 왕국의 제26대 군주 알렉산드로스 대왕. (기원전 356년~)
- 223년 - 중국 삼국시대 촉한의 건국자 유비. (161년~)
- 779년 - 중국 당나라의 제8대 황제 당 대종. (726년~)
- 1190년 - 신성 로마의 제국 황제 프리드리히 1세. (1122년~)
- 1836년 - 프랑스의 물리학자 앙드레마리 앙페르. (1775년~)
- 1899년 - 프랑스의 작곡가 에르네스트 쇼송. (1855년~)
- 1926년 - 스페인의 건축가 안토니오 가우디. (1852년~)
- 1946년 - 미국의 권투 선수 잭 존슨. (1878년~)
- 1973년 - 독일의 제2차 세계 대전 군인 에리히 폰 만슈타인. (1887년~)
- 1982년 - 독일의 영화감독 라이너 베르너 파스빈더. (1945년~)
- 1998년 - 일본의 작곡가 요시다 다다시. (1921년~)
- 1999년 - 대한민국의 야구 선수 김상진. (1977년~)
- 2004년 - 미국의 피아니스트 가수 레이 찰스. (1930년~)
- 2016년 - 미국의 가수 크리스티나 그리미. (1994년~)
- 2018년 - 대한민국의 법조인 정태균. (1924년~)
- 2019년 - 대한민국의 영부인 이희호. (1922년~)
- 2020년 - 필리핀의 영화배우 애니타 린다. (1924년~)
- 2022년 - 그리스의 신학자 소티리오스 트람바스. (1929년~)
- 2023년
  - 대한민국의 문화예술인 박제천. (1945년~)
  - 미국의 수학자 시어도어 카진스키. (1942년~)
- 2024년
  - 대한민국의 정치인 박양수. (1938년~)
  - 말라위의 정치인 사울로스 칠리마. (1973년~)
- 2025년
  - 대한민국의 작가 김민지. (1983년~)
  - 미국의 영화배우 해리스 율린. (1937년~)
  - 태국의 제49대 총리 수찐다 끄라쁘라윤. (1933년~)

## 기념일
- 6·10 민주항쟁 기념일
- 노예제 폐지의 날: 프랑스령 기아나
- 포르투갈 데이: 포르투갈
- 루이스 데 까모에스의 날: 포르투갈
- 화해의 날(Reconciliation Day): 콩고 공화국

## 같이 보기
- 전날: 6월 9일, 다음날: 6월 11일 - 전달: 5월 10일, 다음달: 7월 10일
- 음력: 6월 10일
- 모두 보기